# Лев Берг
Лев Семьонович Берг (на руски: Лев Семёнович Берг) е руски и съветски зоолог и географ. През 1928 г. е избран за член-кореспондент на Съветската академия на науките, а през 1946 – за академик.

## Биография
Роден е на 2 март 1876 г. в Бендери, Бесарабия. През 1894 г. завършва Кишиневската гимназия и постъпва във Физико-математическия факултет, в отделението за естествено-исторически науки. Слуша лекциите на проф. Д. Н. Анучин (географ), проф. В. И. Вернадски (геохимик), проф. А. П. Павлов (геолог), проф. К. А. Тимирязев (ботаник), проф. М. А. Мензбир (ихтиолог). Още с дипломната си работа върху ембриологията на щуката привлича вниманието на преподавателите си и е награден със златен медал за отлично изпълнена дипломна работа. Със завършването на университета е автор на 4 научни работи. Преселва се в Ташкент, където живее около 5 години и системно изучава езерата в Западен Сибир (1898), Аралско море (1899 – 1902), езерата Балхаш и Исък Кул (1903). Особено ценни са трудовете му върху географията на Аралско море. Като лимнолог и ихтиолог е повикан на научна работа в Зоологическия музей при Академията на науките, където работи в течение на 10 години (1904 – 1914). През този период от живота си изучава Кавказ (1909), средното течение на река Волга, езерото Севан (Армения), пътува из Баренцово море (1910), участва като геоморфолог в почвените изследвания на Черниговската губерния (1912 – 1914), напечатва работите си за Аралското море, промените на климата в историческо време, формите на руските пустини, морфоложкото райониране на Сибир и Туркестан.
През 1914 г. е поканен за професор по ихтиология в Московския селскостопански институт, а през 1916 г. е избран за професор по физическа география в Петроградския императорски университет (по-късно Ленинградски университет), където работи до последните дни на живота си. Като професор географ чете редица курсове пред студентите физикогеографи: обща физическа география, климатология, страноведение, пейзажни зони на СССР.
В следващите години изследва наново Аралско море (1925), езерото Исък Кул (1928, 1930), Ладожкото езеро (1929), посещава Япония (1926), Италия (1927). Едновременно с преподавателската работа в университета завежда отдела за приложна ихтиология при Държавния институт за опитна агрономия, лимнологическия отдел при Хидрологическия институт, лабораторията за проучване фосилните риби при Зоологическия институт на Съветската академия на науките.
Член е на Всесъюзното географско дружество от 1904 г. и член на неговия научен съвет. От 1934 г. е почетен член, а от 1940 г. до смъртта си е председател на дружеството. Той е член и на редица научни съвети – Хидроложкия институт, Министерството на рибната промишленост, Комисията за изучаване на природните ресурси, Комисията за изучаване четвъртичния период, Каспийската комисия, Тихоокеанския комитет.
Умира на 24 декември 1950 г. в Ленинград, СССР.
През 2020 г. посмъртно е удостоен със званието почетен гражданин на Бендери.